# Melanolophia solida
Melanolophia solida là một loài bướm đêm trong họ Geometridae.